# أنوج السفلي (بربرود الغربي)
أنوج السفلی (بالفارسية: انوج سفلی) هي منطقة سكنية تقع في إيران في قسم بربرود الغربي الریفي. يقدر عدد سكانها بـ 23 نسمة بحسب إحصاء 2016.